# Prohydata dicata
Prohydata dicata är en fjärilsart som beskrevs av Paul Dognin 1923. Prohydata dicata ingår i släktet Prohydata och familjen mätare. Inga underarter finns listade i Catalogue of Life.